# NGC 2115B
NGC 2115B est une galaxie lenticulaire située dans la constellation du Peintre. Sa vitesse par rapport au fond diffus cosmologique est de 7 067 ± 45 km/s, ce qui correspond à une distance de Hubble de 104,2 ± 7,3 Mpc (∼340 millions d'al).
La magnitude apparente de PGC 18002 est de 15,1 et n'a certes pas été observée par Herschel. Les vitesses radiales de ces deux galaxies sont presque égales, elles sont donc à la même distance de nous et, à en juger par leur forme, elles sont en interaction gravitationnelle.  
Dans la base de données NASA/IPAC, NGC 2115 apparait comme une paire de galaxies. Pour consulter les données de NGC 2115B, il faut l'identifier comme étant PGC 18002 ou encore NGC 2115B. Le décalage vers le rouge de NGC 2115 et de NGC 2115B est à peu près le même, ces deux galaxies sont donc en interaction gravitationnelle.